# Герб Клинцов
Герб города Клинцы́ — опознавательно-правовой знак, составленный и употребляемый в соответствии с геральдическими (гербоведческими) правилами и являющийся (наряду с флагом) официальным символом Клинцовского городского округа Брянской области Российской Федерации.
Герб города утверждён Решением Клинцовского городского Совета народных депутатов от 31 января 2024 г. № 7-486.
Герб зарегистрирован в Государственном геральдическом регистре РФ под № 14716.

## Описание герба и его символики
«В червлёном и зелёном пересечённом поле – золотое кольцо с прямыми внешними зубцами, заполненное червленью, накрытое также золотыми челноком в пояс и, поверх челнока, бобиной с нитью».
Герб языком аллегорий символизирует исторические, культурные, хозяйственные и иные особенности городского округа.
Город Клинцы прославился в отечественной истории как крупный промышленный и экономический центр региона. С момента основания, в 1707 году, и весь XVIII век в Клинцах широко развивались народные промыслы и ремёсла. В основе экономики города, начиная с XIX века, были текстильная и лёгкая промышленности. Дальнейшее становление и развитие Клинцов в XX веке связано с машиностроением и преумножением всех производственных традиций города. В гербе городского округа всё это обозначено фигурами шестерни (золотого кольца с прямыми внешними зубцами), челнока и бобины с нитью – исторических символов промышленной мощи и экономического развития города, а также трудовых подвигов и свершений жителей, от основания и до наших дней.
Примененные в гербе цвета в геральдике обозначают:
– Зелёный цвет (зелень) – символ радости, прогресса, надежды, жизни, здоровья, изобилия, а также символ природы и русского леса. 
– Красный цвет (червлень) – символ труда, мужества, жизнеутверждающей силы и энергии, сплоченности и упорства горожан в достижении цели. 
– Жёлтый цвет (золото) символизирует уважение, справедливость, богатство, стабильность и великодушие.

## Варианты изображения герба
В апреле 2024 года в Клинцах прошло открытие выставки "Геральдические символы Клинцовской земли и соседей". В ходе церемонии главе городского округа Клинцы О.П. Шкуратову был вручен подарок городу от известного российского геральдического художника и графика Максима Олеговича Черникова – авторский рисунок нового герба Клинцов.
Этот рисунок герба городского округа Клинцы полностью соответствует официальному описанию, зарегистрированному в Государственном геральдическом регистре РФ 20 февраля 2024 г. под № 14716, поэтому может использоваться как в повседневном применении, так и в официальных случаях; поскольку гербы не имеют изобразительных эталонов. Единственным эталоном герба является его геральдическое описание («блазон»), которое утверждается Советом депутатов муниципального образования и регистрируется Геральдическим Советом при Президенте Российской Федерации. Допускается перерисовка герба в разных стилях, в щитах разных форм и пропорций. Варианты одного и того же герба в разных стилизациях могут параллельно находиться в официальном употреблении. Любое изображение, точно соответствующее геральдическому описанию герба и выполненное с соблюдением основополагающих геральдических традиций является полноценным и полноправным изображением герба.
Допускается воспроизведение символов городского округа:
– в виде цветных, черно-белых (монохромных) или объемных графических изображений, а также с применением условной геральдической штриховки (шафировки);
– в различной технике исполнения и из различных материалов;
– отличных от образцов размеров с сохранением геральдических и вексиллологических (флаговедческих) характеристик и пропорций.

## История герба

Герб города Клинцы 1985 года

Первый герб города был утверждён решением сессии Клинцовского городского Совета народных депутатов 12 декабря 1985 года. 
Герб имел следующее описание: «Герб выполнен в форме щита, в верхней части которого изображён брянский герб (в красном поле золотая мортира с ядрами возле неё). В нижней в зелёном поле — шестерня, ткацкий челнок и бобина с нитками — символы машиностроения, ткацкой и прядильной промышленности города».